# 11876 Донкарпентер
11876 Донкарпентер  (11876 Doncarpenter) — астероїд головного поясу, відкритий 2 березня 1990 року.
Тіссеранів параметр щодо Юпітера — 3,485.